# Déco Découverte
Déco Découverte (anglais : Home Outfitters), anciennement Bed, Bath & More était une chaîne canadienne de vente au détail, spécialisée dans la décoration intérieure. L'entreprise, filiale de La Baie d'Hudson avait à son pic 69 magasins avant d'être fermée en 2019 avec ses 37 magasins restants.

## Histoire

Logo en anglais.

La chaîne est lancée en 1998 sous le nom de Bed, Bath & More avant d'être réinventée et relancée l'année suivante sous son nom anglais actuel. L'entreprise atteint son pic de popularité en octobre 2014, avec 69 magasins. C'est aussi à cette période que le premier magasins québécois ouvre, avec le nom Déco Découverte, à Mirabel.
En juillet 2014, la Compagnie de la Baie d'Hudson annonce intégrer les produits Déco Découverte dans ses magasins La Baie, en plus d'augmenter la disponibilité de la marque en ligne, et ferme deux emplacements. En 2016, la société mère renomme trois magasins à Winnipeg sous le nom de Hudson's Bay Home dans le cadre d'un projet pilote. 
En février 2019, en pleine période de crise du commerce de détail, la Compagnie de la Baie d'Hudson annonce la fermeture complète des magasins Déco Découverte. En juillet 2019, les 37 derniers magasins ferment,.